# Andre Agassi
Andre Kirk Agassi, född 29 april 1970 i Las Vegas, Nevada, är en amerikansk f.d. professionell tennisspelare. 
Andre Agassi, som är högerhänt, blev professionell tennisspelare på ATP-touren 1986 och avslutade sin tävlingskarriär i september 2006 omedelbart efter US Open. Han vann 60 singeltitlar och en dubbeltitel. Av singeltitlarna är 8 stycken Grand Slam-titlar. Sin högsta singelranking, nummer ett, nådde han 4 oktober 1995. Han har haft förstaplatsen på rankinglistan totalt 101 veckor, vilket ger honom en sjundeplats i antalet veckor som världsetta sedan systemet infördes 1973. Sommaren 2006 rankades han som nummer 21. Sin högsta dubbelranking, nummer 123, nådde han 1992. 
Agassis far, boxaren Emmanuel Agassi, kommer från Iran och har assyriska/syrianska
och armeniska rötter.

## Tenniskarriär
Andre Agassi vann sin första ATP singeltitel 1987 i ATP Itaparica i Itaparica i Brasilien. Följande år, 1988, vann han sex turneringar och nådde semifinal i Franska öppna som han förlorade mot Mats Wilander (6-4, 2-6, 5-7, 7-5, 0-6). Agassi förutspåddes efter säsongen 1988 en lysande framtid som tennisspelare. År 1989 vann han visserligen bara en titel, men året därpå tog han fyra titlar och blev tvåa i Franska öppna (förlust mot Andrés Gómez) och i US Open (förlust mot Pete Sampras). Säsongen 1991 nådde Agassi för andra gången finalen i Franska öppna. Han mötte där ungdomskamraten Jim Courier som besegrade honom i en dramatisk match över fem set som stundtals spelades i regn.
Många bedömare var i början av 1990-talet, efter Agassis tre finalförluster, tveksamma till hans möjligheter att infria förväntningarna som ställdes på honom att vinna en Grand Slam-turnering. Till mångas förvåning lyckades Agassi ändå otippad 1992 vinna Wimbledonmästerskapen genom att i finalen besegra den kroatiske spelaren Goran Ivanišević i en tät femsetsmatch. 
En vristskada förstörde säsongen för Agassi 1993 och han vann då inga titlar. Säsongen 1994 var han tillbaka. Han vann 4 titlar inklusive US Open (oseedad), genom att besegra den tyske spelaren Michael Stich i finalen. I januari 1995 vann han sin första singeltitel i Australiska öppna, då han slog Pete Sampras i en final över fyra set. Han vann totalt 7 titlar det året och blev världsetta för första gången i april. Året därpå vann han guld i Olympiska sommarspelen i Atlanta  genom seger i finalen över spanjoren Sergi Bruguera.
Han hade en svag säsong 1997, men återkom 1998 i god form. Nu hade han karakteristiskt rakat huvud och stor aptit på träning och tävlingar. Han vann de följande två åren 10 singeltitlar och lyckades 1999 vinna Franska öppna efter finalseger mot Andrei Medvedev. Denna seger gjorde honom till en av de få spelarna som vunnit en karriär Grand Slam (se Tennisens Grand Slam). Han finalslog också Todd Martin i US Open det året.  
Agassi inledde säsongen 2000 med seger i Australiska öppna genom att besegra Jevgenij Kafelnikov över fyra set i finalen. Han försvarade sin titel 2001 genom finalseger över Arnaud Clement. År 2003 vann Agassi sin sista Grand Slam-titel, Australiska öppna, när han besegrade Rainer Schüttler i tre set i finalen. Han blev nu åter världsetta, därtill den hittills äldsta i en ålder av 33 år och 13 dagar. Säsongerna 2004 och 2005 vann han en titel per år. Den sista tävlingssäsongen, 2006, minskade han på spelandet på grund av en besvärande vristskada och även ökande ryggbesvär.
Andre Agassi deltog i det amerikanska Davis Cup (DC)-laget under perioden 1988 - 2005. Han spelade totalt 36 matcher av vilka han vann 30. Han deltog i det segrande laget 1990, 1992 och 1995. Det senare året mötte amerikanerna Sverige i semifinalen i USA. Amerikanerna vann med 4-1 i matcher. Agassi besegrade där Mats Wilander (7-6, 6-2, 6-2). I finalen besegrade USA sedan Ryssland med 3-2 i matcher på inomhusgrus i Moskva.
US Open 2006 blev Agassis sista turnering som professionell tennisspelare. Den 3 september 2006 förlorade Agassi mot tysken Benjamin Becker i den tredje omgången. Efter matchförlusten tackade en rörd Agassi för publikens och fansens stöd genom åren.

## Spelaren och personen
Andre Agassi är ett av fyra syskon (två bröder och två systrar) och son till en boxare av iransk-armeniskt ursprung. Hans mor ansvarar för the Andre Agassi Charitable Foundation för barn med sociala problem i Las Vegas. Andre började spela tennis redan vid fem års ålder. Som ung spelare hade Agassi en något "rebellisk" attityd. Han lät håret växa fritt, uppträdde med örhängen och bar färgglada kläder. Detta var ett stilbrott som chockade många, men Agassi ansåg att hans image var lika viktig som spelresultaten. Under senare delen av karriären uppträdde han i stället med rakat huvud.
Agassi är en utpräglad baslinjespelare som tar bollen tidigt, ofta redan innanför baslinjen. Han är också känd för sina mycket goda servereturer, av flera kommentatorer anses han vara den skickligaste bland tennisproffsen i detta avseende. Han ansågs vara en av de mest vältränade spelarna på ATP-touren. I likhet med många andra baslinjespelare tröttade han ut motståndarna genom att spela varierade, vinklade bollar, som tvingar motståndaren att löpa efter bollarna. 
Agassi var gift med Brooke Shields 1997-1999, Sedan 2001 är han gift med Steffi Graf. Paret är bosatt i Las Vegas, Nevada, USA och har två barn.

## Karriärstatistik

### Grand Slam – Singeltitlar (8)
| År   | Mästerskap        | Finalmotståndare    | Setsiffror              |
| ---- | ----------------- | ------------------- | ----------------------- |
| 1992 | Wimbledon         | Goran Ivanišević    | 6-7, 6-4, 6-4, 1-6, 6-4 |
| 1994 | US Open           | Michael Stich       | 6-1, 7-6, 7-5           |
| 1995 | Australiska öppna | Pete Sampras        | 4-6, 6-1, 7-6, 6-4      |
| 1999 | Franska öppna     | Andrei Medvedev     | 1-6, 2-6, 6-4, 6-3, 6-4 |
| 1999 | US Open           | Todd Martin         | 6-4, 6-7, 6-7, 6-3, 6-2 |
| 2000 | Australiska öppna | Jevgenij Kafelnikov | 3-6, 6-3, 6-2, 6-4      |
| 2001 | Australiska öppna | Arnaud Clement      | 6-4, 6-2, 6-2           |
| 2003 | Australiska öppna | Rainer Schüttler    | 6-2, 6-2, 6-1           |

### Grand Slam – Finalförluster (7)
| År   | Mästerskap    | Finalmotståndare | Setsiffror              |
| ---- | ------------- | ---------------- | ----------------------- |
| 1990 | Franska öppna | Andrés Gómez     | 3-6, 6-2, 4-6, 4-6      |
| 1990 | US Open       | Pete Sampras     | 4-6, 3-6, 2-6           |
| 1991 | Franska öppna | Jim Courier      | 6-3, 4-6, 6-2, 1-6, 4-6 |
| 1995 | US Open       | Pete Sampras     | 4-6, 3-6, 6-4, 5-7      |
| 1999 | Wimbledon     | Pete Sampras     | 3-6, 4-6, 5-7           |
| 2002 | US Open       | Pete Sampras     | 3-6, 4-6, 7-5, 4-6      |
| 2005 | US Open       | Roger Federer    | 3-6, 6-2, 6-7, 1-6      |